# Ononamolo I Lot
Ononamolo I Lot is een bestuurslaag in het regentschap Gunungsitoli van de provincie Noord-Sumatra, Indonesië. Ononamolo I Lot telt 1528 inwoners (volkstelling 2010).